# Фонтаниль-Корнийон
Фонтаниль-Корнийон (фр. Fontanil-Cornillon) — коммуна во Франции, находится в регионе Рона — Альпы. Департамент коммуны — Изер. Входит в состав кантона Сент-Эгрев. Округ коммуны — Гренобль.
Код INSEE коммуны — 38170. Население коммуны на 2007 год составляло 2696 человек. Населённый пункт находится на высоте от 196 до 1240 метров над уровнем моря. Муниципалитет расположен на расстоянии около 480 км юго-восточнее Парижа, 90 км юго-восточнее Лиона, 9 км северо-западнее Гренобля. Мэр коммуны — Jean-Yves Poirier, мандат действует на протяжении 2008—2014 гг.
Динамика населения (INSEE):